# Рита Фалтояно
Рита Фалтояно (на английски: Rita Faltoyano) е унгарска порнографска актриса, режисьор на порнографски филми и модел.

## Ранен живот
Родена е на 5 август 1978 г. в град Будапеща, Унгария.
Твърди, че нейната майка е била състезателка по плуване и носителка на титлата Мис Унгария през 1974 г., а баща ѝ е европейски и олимпийски шампион с отбора на Унгария по водна топка. Израства в ранчото на своите кръстници, намиращо се близо до Будапеща. Занимава се с конна езда и участва като жокей в състезания. На 16-годишна възраст родителите ѝ я записват да участва в няколко конкурса по красота, като Рита печели някои от тях. Става Мис Будапеща през 1999 г. и Мис бюст Нидерландия през 2001 г. След това получава покана и се снима за френското издание на списание Плейбой.
Докато учи в колеж работи като сервитьорка в ресторант. Не успява да завърши колежа, тъй като решава да се насочи изцяло към кариерата си на порнографска актриса.

## Кариера в порноиндустрията
Дебютира като актриса в порнографската индустрия през 2000 г. Първият ѝ филм е „Няма слънце, няма забавление“ и е сниман в Коста Рика.
Между юни 2003 г. и декември 2004 г. се оттегля от порноиндустрията заради приятеля ѝ, който не искал да се снима в порнофилми, но след края на връзката им Рита подновява кариерата си.
През 2004 г. Фалтояно е задържана от имиграционната служба на Мексико след края на проведеното там еротично изложение. Освен нея, арестувани са и порноактьорите Начо Видал, Кацуни, Клаудия Клеър и Джейн Дарлинг. Те остават в мексиканския арест два дни, като според местните власти са извършили нарушение като са извършвали търговска дейност, а са имали само туристически визи. След това са експулсирани от страната и им е наложена глоба в размер на три хиляди евро.

## Изяви извън порното
През 2004 г. Рита Фалтояно дебютира като актриса и в игралното кино с роля в испанския филм „Курва“, в който участват и актрисите Дарил Хана и Дениз Ричардс, както и други порнографски актриси като Ийв Ейнджъл, Кристина Бела, Дора Вентер, Британи Андрюс и други.

## Личен живот
От 2005 г. до 2008 г. е омъжена за порноактьора Томи Гън.

## Награди и номинации
Носителка на награди
- 2002:  Venus награда за най-добра актриса в Източна Европа (съносителка с Моник Ковет).[8]
- 2002:  Награда на Международния еротичен филмов фестивал в Барселона за най-добра поддържаща актриса – „Фаусто“.[8][9]
- 2003:  AVN награда за чуждестранна изпълнителка на годината.[8][10][11]
- 2004:  Европейска X награда на Брюкселския международен фестивал на еротиката за най-добра актриса на Унгария.[12]
- 2004:  Delta di Venere награда за най-добра жена нов режисьор.[13]
- 2004:  Награда на Международния еротичен филмов фестивал в Барселона за най-добра лесбийска сцена – „Las reinas de la noche“ (с Кацуни).[14]

Номинации
- 2002: Номинация за CAVR награда за най-добра звезда.[15]
- 2003: Номинация за Ninfa награда на Международния еротичен филмов фестивал в Барселона за най-добра поддържаща актриса – „Сладък живот“.[16]
- 2004: Номинация за AVN награда за чуждестранна изпълнителка на годината.[17]
- 2004: Номинация за Европейска X награда на Брюкселския международен фестивал на еротиката за най-добра актриса на Бенелюкс.[18]
- 2005: Номинация за AVN награда за чуждестранна изпълнителка на годината.[19]
- 2007: Номинация за AVN награда за най-добра орална секс сцена (филм) – заедно с Жан Вал Жан за изпълнението им на сцена във филма „Valentina“.[8][20]
- 2009: Номинация за AVN награда за най-добра секс сцена с двойно проникване – заедно с Бен Инглиш и Антъни Хардууд за изпълнение на сцена във филма „Една последна целувка“.[21]

### Други признания и отличия
- 1996: Коста Брава конкурс бикини.
- 1999: Мис Будапеща.
- 1999: Мис Хърватия плаж.
- 2000: Второ място на конкурса Мис Унгария.
- 2001: Мис бюст Холандия.
- 2002: Мис плаж Рио де Жанейро, Бразилия.